# 博卡德韦尔加诺
博卡德韦尔加诺，是西班牙卡斯蒂利亚-莱昂莱昂省的一个市镇。 总面积276平方公里，总人口583人（001年），人口密度2人/平方公里。